# Goniurosaurus toyamai
Goniurosaurus toyamai — вид геконоподібних ящірок родини еублефарових (Eublepharidae). Ендемік Японії.

## Поширення і екологія
Goniurosaurus toyamai є ендеміками острова Іхеядзіма в архіпелазі Рюкю. Вони живуть у вічнозелених широколистяних субтропічних лісах. Живляться дрібними безхребетними, зокрема дощовими черв'яками і личинками комах. Відкладають яйця.

## Збереження
МСОП класифікує цей вид на межі зникнення. Goniurosaurus splendens загрожує знищення природного середовища.